# Релігія в Чорногорії
Релігія в Чорногорії представлена переважно християнством, з яким за даними перепису 2011 року ідентифікують себе 75,9 % населення, та ісламом — 19,1 %. Серед християнства домінує православ'я (72,1 %), у південно-східних районах поширений також католицизм (3,4 %). Атеїстами назвали себе 1,2 % населення, агностиками 0,1 %, не вказали релігійну приналежність 2,6 % населення.

## Історія
Домінуючою релігією у Чорногорією є православ'я. Більшість православних відносять себе до Сербської православної церкви. В той час на території Чорногорії діє нечисленна і невизнана православними церквами Чорногорська православна церква.

### Протести і закон про націоналізацію храмів побудованих після 1918
У кінці 2019 року уряд Чорногорії ухвалив закон про свободу віросповідання і правовий статус релігійних громад. “За” висловилися всі 45 присутніх у залі депутатів. Серед них – представники керівної Демократичної партії соціалістів (DPS), Соціал-демократів (SD), Ліберальної партії, Боснійської партії, Хорватської громадянської ініціативи, албанської Нової демократичної партії Forca та опозиційної Соціал-демократичної партії (SDP).
Згідно закону усі релігійні споруди побудовані після 1918 року повинні націоналізуватись. 
Поліція затримала 14 депутатів від опозиційного Демократичного фронту, які прагнули не допустити голосування за закон.
Кілька сотень демонстрантів вранці 27 грудня призупинили протест неподалік будівлі парламенту і зібралися в центральному храмі в Подгориці. 
Опозиція і ієрархія Сербської Православної Церкви вважають, що через цей закон церковну власність заберуть і передадуть їх невизнаній Чорногорській Православній Церкві, яку Сербська не визнає. Патріарх Сербської ПЦ Іриней перед голосуванням прийняв лідерів чорногорської опозиції і благословив їх на всі види протесту. 
Прем’єр-міністр Душко Маркович на вимогу опозиції зустрівся з митрополитом Амфілохієм, главою СПЦ в країні, і запевнив його, що новий закон не спрямований проти церкви. 
Президент Чорногорії Міло Джуканович звинуватив Сербську Православну Церкву в просуванні просербської політики в країні і прагненні підірвати її державність. 

## Поширеність

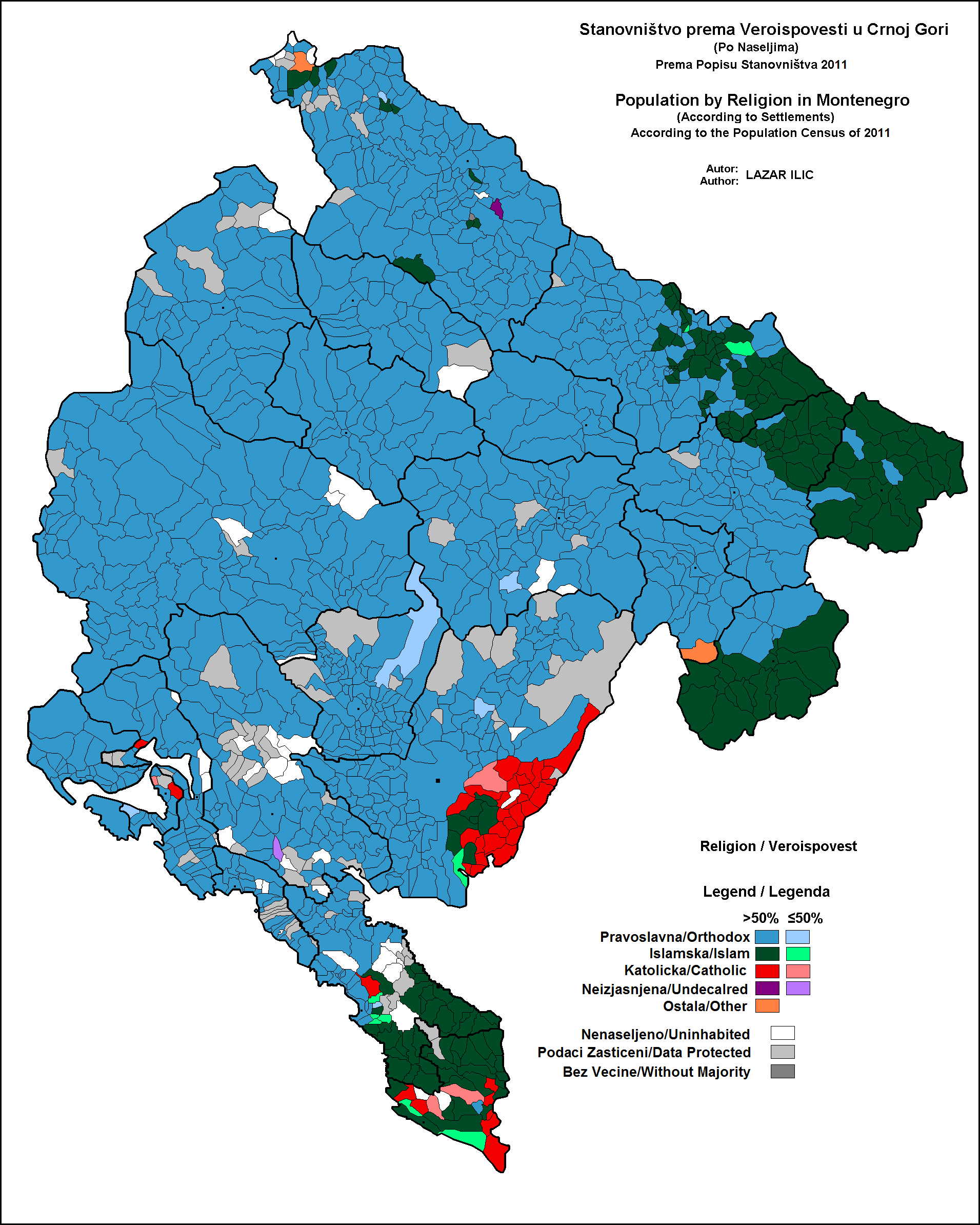
Найпоширеніші релігії за переписом 2011 року

За даними перепису 2011 р. населення Чорногорії складалося з таких релігійних груп:
| релігія            | чисельність | %      |
| Православні        | 446 858     | 72,1 % |
| Мусульмани         | 118 477     | 19,1 % |
| Католики           | 21 299      | 3,4 %  |
| Атеїсти            | 7 667       | 1,2 %  |
| Християни          | 1 460       | 0,2 %  |
| Адвентисти         | 894         | 0,1 %  |
| Агностики          | 451         | 0,1 %  |
| Свідки Єгови       | 145         | 0,0 %  |
| Протестанти        | 143         | 0,0 %  |
| Буддисти           | 118         | 0,0 %  |
| Інші               | 6 337       | 1,0 %  |
| Не вказали релігію | 16 180      | 2,6 %  |
| Все населення      | 620 029     | 100 %  |

|             |  |       |  |            |  |
| Православ'я |  | Іслам |  | Католицизм |  |

## Національно-релігійна структура населення
Релігійний склад найбільш чисельних національностей за переписом 2003 року.
| національність | чисельність 2003 рік | православні | мусульмани | католики | інші / не вказано |
| чорногорці     | 267 669              | 90,31 %     | 4,37 %     | 1,87 %   | 3,45 %            |
| серби          | 198 414              | 98,95 %     | 0,02 %     | 0,06 %   | 0,97 %            |
| босняки        | 48 184               | 0,07 %      | 99,31 %    | 0,01 %   | 0,61 %            |
| албанці        | 31 163               | 0,09 %      | 73,27 %    | 26,08 %  | 0,56 %            |
| мусульмани     | 24 625               | 0,29 %      | 97,91 %    | 0,02 %   | 1,78 %            |
| хорвати        | 6 811                | 1,57 %      | 0,09 %     | 91,94 %  | 6,40 %            |
| роми           | 2 601                | 9,61 %      | 74,66 %    | 0,42 %   | 15,31 %           |

Структура православного населення Чорногорії за національними групами, перепис 2003 року
| національність      | чисельність | частка |
| чорногорці          | 241 728     | 52,5 % |
| серби               | 196 333     | 42,6 % |
| югослави            | 1 286       | 0,3 %  |
| інші / не вказано   | 21 036      | 4,6 %  |
| всього православних | 460 383     |        |

Структура мусульманського населення Чорногорії за національними групами, перепис 2003 року
| національність     | чисельність | частка |
| босняки            | 47 852      | 43,5 % |
| мусульмани (народ) | 24 111      | 21,9 % |
| албанці            | 22 834      | 20,8 % |
| чорногорці         | 11 710      | 10,6 % |
| роми               | 1 942       | 1,8 %  |
| інші / не вказано  | 1 585       | 1,4 %  |
| всього мусульман   | 110 034     |        |

Структура католицького населення Чорногорії за національними групами, перепис 2003 року
| національність    | чисельність | частка |
| албанці           | 8 126       | 37,0 % |
| хорвати           | 6 262       | 28,5 % |
| чорногорці        | 5 000       | 22,8 % |
| інші / не вказано | 2 584       | 11,8 % |
| всього католиків  | 21 972      |        |